# منتخب أستراليا للكريكت للسيدات
منتخب أستراليا الوطني للكريكت للسيدات (بالإنجليزية: Australia women's national cricket team)‏ هو ممثل أستراليا الرسمي في المنافسات الدولية في الكريكت للسيدات. تأسس في 1934.